# Борис Липницький
Борис Липницький (уродж. Хаїм (Юхим) Липницький; фр. Haim (Efime) Boris Lipnitzki або Lipnitzky; нар. 1887, Остер, Чернігівська губернія, Російська імперія — 1971, Париж, Франція) — французький фотограф українсько-єврейського походження, який працював з багатьма відомими діячами мистецтв.

## Життєпис
Працював фотографом в Одесі, потім відкрив власне ательє в Пултуську Варшавської губернії. Інтенсивно працював з 1925. Залишив численні портретні та жанрові фотографії видатних діячів мистецтва — особливо відомі його фотографії Пабло Пікассо.
У 1926 Липницький зробив серію знімків ню знаменитої танцівниці Жозефіни Бейкер. У роки Другої світової війни члени єврейської родини Липницького депортовані з Парижу в Освенцим.
У 1951 випустив альбом фотографій актора Луї Жуве. Серед інших персоналій, зображених Липницьким — Жан Кокто, Моріс Равель, Саша Гітрі, Джорджо де Кіріко, Ольга Спесивцева.
У 2005 резонанс в пресі викликала історія зі зробленою Липницьким у 1946 фотографією Жана-Поля Сартра: до виставки, приуроченої до сторіччя письменника, ретушери прибрали з його рук сигарету, щоб не пропагувати куріння.
Липницький був також одним із перших фотографів, які багато знімали світ моди і його діячів. На його фотографіях залишилися, зокрема, багато робіт 1920-1930-х, створені Коко Шанель, Мадлен Віонне, Полем Пуаре та ін.

## Книги
- Haim Efime Boris Lipnitzki, Images de Louis Jouvet. Emile-Paul Frères: Париж, 1952.